# 炎の孕ませ転校生
『炎の孕ませ転校生』（ほのおのはらませてんこうせい）は、テックアーツのブランド・SQUEEZより2005年9月22日に発売されたアダルトゲームソフト。

## 作品概要
あらすじ
主人公・田神辰也は世界征服の野望を抱き、その第一歩としてクラスの女子全員を孕ませることを思い付く。しかし、辰也の学校は男子校でありその野望は実現不可能。そこで、共学校になったばかりで女子生徒が全校生徒の大部分を占める白華学園へ転校する。
ゲームの目的
40日以内に21人のヒロイン全員を孕ませるのが目的。エンディングは5種類あるが、個別キャラとのエンディングは1人分のみである。
ゲームの特徴
1日は昼休み（2ターン）と放課後（2ターン）の4ターンで構成されている。1ターンごとに各キャラは学園内を移動するので、マップ上のアイコンをクリックしてイベントを発生させる。キャラの背景がピンク色の時にイベントを発生させると好感度（10段階）が上がる。ただし、途中に強制イベントのレクリエーション授業（2日間）が入る。
好感度が最大の状態で放課後にイベントを発生させると、Hシーンへ突入する。なお、一度Hシーンを終えたキャラはアイコンが表示されなくなる。また、Hシーンではメディ倫（CSA）審査の利点を生かし、コンピュータソフトウェア倫理機構規定では禁止されている膣内の断面描写がアニメーション表示される。

## 登場人物
田神 辰也（たがみ たつや）
本作の主人公。世界征服の手始めにクラスの女子全員を孕ませて子孫を繁栄させるため、白華学園へ転校する。
水無瀬 さやか（みなせ さやか）
声：北都南
身長：162cm、スリーサイズ：B86/W58/H82
本作のメインヒロイン。辰也の幼馴染。美術部所属。
腰まである茶髪のロングヘアが特徴的な美少女。おっとりとしたマイペースな性格であり、ヒロインの中で個別エンドが唯一設けられた。
夢野 香苗（ゆめの かなえ）
声：かわしまりの
身長：162cm、スリーサイズ：B86/W58/H82（さやかと同じ）
辰也のもう1人の幼馴染であり、さやかの親友。テニス部所属。
姫カットの二つ結びが特徴的な美少女。ガサツで男勝りな性格。辰也にしばしば鉄拳制裁を食らわせている（OVA版では、ヘッドロックをかけている場面がある）。
三樹原 里美（みきはら さとみ）
声：緒田マリ
身長：161cm、スリーサイズ：B88/W57/H82
眼鏡っ娘。風紀委員だが、その雰囲気から辰也に「委員長」と呼ばれることを気にしている。
由月 蛍（ゆづき ほたる）
声：桜川未央
身長：166cm、スリーサイズ：B74/W58/H73
学園の近所にある中華料理屋の娘。しっかり者で、同い年だがクラスのお姉さん的存在。
スージー・ハミルトン
声：西田こむぎ
身長：175cm、スリーサイズ：B90/W61/H92
アメリカ出身の留学生。転校生同士なので辰也とは気が合う。日本文化を知りたいと茶道部に入部する。OVA版では、1話で弁当を黙々と食べていた。
美咲 若菜（みさき わかな）
声：北都南
身長：160cm、スリーサイズ：B110/W60/H88
チアリーディング部所属。爆乳のせいで、たびたび痴漢に遭うのが悩み。
酒井 遥（さかい はるか）
声：福元コヒロ
身長：154cm、スリーサイズ：B94/W58/H81
アーチェリー部所属。プロ級の腕前を持つが、超が付くほどの恥ずかしがり屋で辰也に思いを打ち明けられずにいる。逃げ足が速い。当初は田神は彼女の名前を知らないため「桜（仮名）」と呼んでいた。
南 亜里沙（みなみ ありさ）
声：桜川未央
身長：158cm、スリーサイズ：B80/W56/H81
水泳部所属。外見はボーイッシュ系だが、特技は寒いオヤジギャグで場を凍り付かせること。
日下部 瑠璃（ひかべ るり）
声：かわしまりの
身長：158cm、スリーサイズ：B85/W56/H86
新体操部所属。おっとりした性格。ネット上に盗撮画像をよく流されているらしい。
藤原 佐枝（ふじわら さえ）
声：楠鈴音
身長：161cm、スリーサイズ：B98/W57/H81
メイド研究会所属で、昼休みと放課後は校内のメイド喫茶でウエイトレスをしている。超が付くドジっ娘。
奈良橋 かえで（ならはし かえで）
声：かわしまりの
身長：156cm、スリーサイズ：B79/W60/H79
薙刀（なぎなた）部所属。大の男嫌いで、事あるごとに辰也に斬りかかって来る。OVA版では、辰也との勝負で負けてメイドの格好をさせられる羽目になった。
霧崎 真奈香（きりさき まなか）
声：緒田マリ
身長：158cm、スリーサイズ：B80/W55/H83
科学部所属。メガネっ娘。何故か発明品に自爆スイッチを付ける癖がある。化学部も兼任している。クロッカスという猫型ロボットを製造しており、アニメでは数種類登場した。
姫宮 映子（ひめみや えいこ）
声：福元コヒロ
身長：155cm、スリーサイズ：B70/W50/H72
漫画研究会所属。別ペンネームで成人向け漫画を描いているが、最近スランプ気味。真奈香の実験に付き合うこともあった。
川瀬 絵里奈（かわせ えりな）
声：桜川未央
身長：148cm、スリーサイズ：B74/W52/H78
料理研究会所属。にもかかわらず、大の味覚オンチで超弩級のゲテモノ料理を次々に創作する。
御神 優子（みかみ ゆうこ）
声：西田こむぎ
身長：142cm、スリーサイズ：B80/W48/H72
オカルト研究会所属。占いが得意。霊感は強いが、幽霊は大の苦手。言葉の「よ」を「ゆ」に変える癖があり、「〜だよ」を「〜だゆ」になり、「職員室」も「しゅくいんしつ」と呼んでいる。
片瀬 亜紀（かたせ あき）
声：西田こむぎ
身長：159cm、スリーサイズ：B80/W52/H81
ラクロス部キャプテン。妹分のほのみをいつも連れ歩いている。百合志向が強く、男は相手にしない。
真崎 ほのみ（まさき ほのみ）
声：緒田マリ
身長：153cm、スリーサイズ：B103/W58/H86
バレーボール部所属。亜紀の妹分だが、度重なるセクハラに悩まされているらしい。「〜なの」が口癖。
竜ヶ崎 麗華（りゅうがさき れいか）
声：福元コヒロ
身長：168cm、スリーサイズ：B101/W60/H88
大資産家の令嬢。ライフル射撃部所属。所構わずライフルをぶっ放すデンジャラスな性格。
新庄 綾美（しんじょう あやみ）
声：楠鈴音
身長：165cm、スリーサイズ：B84/W56/H84
麗華のボディーガード。ライフル射撃部所属。失言癖が有り、辰也のツッコミに逆ギレして銃を乱射することも。
永井 鈴夏（ながい すずか）
声：北都南
身長：162cm、スリーサイズ：B85/W56/H82
麗華のボディーガード。ライフル射撃部所属。綾美と違って常に沈着冷静だが、綾美以上に冷酷。
宮前 このか（みやまえ このか）
声：楠鈴音
身長：172cm、スリーサイズ：B98/W62/H96
担任教師。酒に酔って、世界制服を宣言した直後の辰也の部屋に乱入し、ハメを外してしまう。アダルトアニメでは進路相談の話をするのみだった。

## スタッフ
- 企画：TOMO
- 原画：ミヤスリサ
- シナリオ：伊藤海
- 音楽：Spotlight Kid

## シリーズ作品
- 炎の孕ませ人生 〜あの頃に戻って孕ませナイト〜
- 炎の孕ませ同級生
- 炎の孕ませおっぱい身体測定
- 炎の孕ませ俺の嫁おっぱい乳双+

## 関連商品
- ひまじんよりアダルトアニメ版が全3巻で発売されている。